# Marion (Illinois)
Pour les articles homonymes, voir Marion.
Marion est une ville du comté de Williamson, dans l'Illinois, aux États-Unis. Sa population était de 17 193 habitants au recensement de 2010. C'est le siège du comté de Williamson.
La devise de Marion est « Marion : centre de l'Univers ».

## Toponymie
La ville est nommée d'après Francis Marion, le "renard du marais" de la guerre d'indépendance. L'homme qui donna son nom au comté, Hugh Williamson servi comme médecin pendant la même guerre.

## Géographie
Marion est située à l'intersection de la route Interstate 57 et de la route d'état 13 dans le sud de l'Illinois. Avec l'Interstate 64 à juste 30 minutes au nord et l'Interstate 24 à quelques minutes au sud, Marion offre un accès à quelques zones métropolitaines telles que Saint-Louis, Chicago, Indianapolis, Memphis, et Nashville sans oublier les grosses villes de la côte.

## Pénitencier fédéral
C'est aussi le lieu où fut construit le pénitencier fédéral de Marion, qui fut la première prison fédérale de haute sécurité, transformée par la suite en supermax.

## Démographie
| Groupe            | Marion | Illinois | États-Unis |
| ----------------- | ------ | -------- | ---------- |
| Blancs            | 87,8   | 71,5     | 72,4       |
| Métis             | 2,0    | 2,3      | 2,9        |
| Afro-Américains   | 7,4    | 14,6     | 12,6       |
| Asiatiques        | 1,5    | 4,6      | 4,8        |
| Autres            | 0,9    | 6,7      | 6,4        |
| Amérindiens       | 0,4    | 0,3      | 0,9        |
| Total             | 100    | 100      | 100        |
|                   |        |          |            |
| Latino-Américains | 2,6    | 15,8     | 16,7       |

Selon l'American Community Survey, pour la période 2011-2015, 95,24 % de la population âgée de plus de 5 ans déclare parler l'anglais à la maison, alors que 2,32 % déclare parler l'espagnol et 2,44 % une autre langue.

## Tornade historique
Le 29 mai 1982, l'une des plus grandes et des plus mémorables tornade de l'histoire de l'Illinois, une F-4 (vitesse max. des vents : 331-416 km/h), frappa la ville de Marion, et le comté de Williamson. Dix personnes perdirent la vie et 200 furent blessées après que la tornade eut parcouru 27 km. Le complexe d'appartements Shawnee fut detruit et le centre automobile Ford-Mercury subit de lourds dommages. La tornade causa entre 50 et 500 millions de dollars de dégâts. Beaucoup de vies furent sauvées grâce à une alerte donnée 8 à 15 minutes avant le début de l'événement.

## Monument remarquable
L'élément le plus reconnaissable de Marion est la tour-horloge dans le parc de la ville qui remplaça le tribunal. Le plus haut bâtiment de Marion sera celui de la première église baptiste qui aura une hauteur d'environ 34 mètres une fois achevé.

## Commerce et industrie
Des anciennes boutiques pittoresques au centre commercial régional, Marion a des centaines de magasins côte-à-côte fournissant tous types de marchandises.
La croissance de Marion phénoménale. Elle est devenue la ville du sud de Saint-Louis grandissant le plus vite, et aussi de tout l'Illinois. Son emplacement au carrefour de la route 13 et de l'Interstate 57 font d'elle une candidate importante pour une croissance future. L'un des plus grands magasins du monde s'est ouvert le 20 septembre 2006.